# Napaporn Charanawat
Napaporn "Mint" Charanawat (thaï : นภาพร จรณวัต), née le 29 mars 1999, est une taekwondoïste thaïlandaise concourant chez les -46/49 kg chez les seniors. Elle est médaillée d'argent aux Championnats d'Asie 2018.

## Jeunesse
Napaporn Charanawat commence le taekwondo à l'âge de huit ans après avoir essayé le Muay-thaï. Son médecin lui conseille de faire du sport car elle est chétive et souvent malade. Son modèle est le Jordanien, champion olympique en 2016, Ahmad Abughaush.
Après sa carrière sportive, elle veut devenir directrice d'un centre sportif.

## Carrière
Pour ses seconds Mondiaux juniors à Taipei en 2014, elle est finaliste mais est battue par la Russe Viktoria Khan (3-2).
Aux Championnats du monde juniors 2016 à Burnaby (Canada), elle remporte l'or en -46 kg en battant en finale la Suédoise Rim Bayaa, 7 à 11. C'est la première médaille d'or de la Thaïlande aux Mondiaux juniors depuis 10 ans.
L'année suivante, elle se qualifie pour les Mondiaux 2017 à Muju (Corée du Sud) où elle termine 3e des -46 kg, battue en demi-finale par la Vietnamienne Trương Thị Kim Tuyến, 9 à 8,. Quelques semaines auparavant, elle rafle l'or lors de l'US Open à Las Vegas, battant 16 à 13 la Mexicaine Brenda Costa Rica San Pedro puis le Belgian Open à Lommel face à la Canadienne Yvette Yong. Sélectionne pour les Universiade, elle ne passe pas le stade des 16e de finale, battue lors de son premier combat par la Brésilienne Carolina Silva Bezerra.
En 2018, elle participe aux Championnats d'Asie où elle atteint pour la première fois la finale chez les seniors, mais perd face une nouvelle fois face à la Vietnamienne Trương Thị Kim Tuyến.

## Récompenses
- 2014 : Ordre du Direkgunabhorn (en)[8]